# Raimon de Rabastens
Raimon de Rabastens, bisbe de Tolosa de 1202 a 1206, fou co-senyor de Rabastens amb el seu germà Pelfort I de Rabastens. Fill de Pere Raimon I de Rabastens.
Era bisbe de Tolosa poc abans de començar a Croada Albigesa. Va ser acusat de somoníac pels legats papals i substituït per Folquet de Marsella. En realitat, el problema era la seva connivència i afinitat amb els càtars així com les relacions de tota la seva família.